# Caveman (Film)
Caveman ist eine deutsche Komödie von Laura Lackmann, die am 26. Januar 2023 in die deutschen Kinos kam. Sie basiert auf dem gleichnamigen Theaterstück von Rob Becker.

## Handlung
Der erfolglose Autoverkäufer Robert „Bobby“ Müller hegt seit seiner Kindheit den Wunsch, Comedian zu werden. Die lokale Open-Mic-Night bietet ihm dazu nun die Gelegenheit. Worüber er sprechen will, weiß er, seitdem er Besuch vom Caveman hat. Der Caveman ist Bobbys imaginärer Freund aus der Steinzeit, der ihn regelmäßig über die Unterschiede zwischen Männern und Frauen berät. Doch dann trennt sich Bobbys Frau Claudia unmittelbar vor seinem Auftritt von ihm. Bobby schmeißt sein geplantes Programm über den Haufen und beschließt, stattdessen über das Scheitern des modernen Mannes zu sprechen. Am Ende soll das Publikum entscheiden, ob er ein normaler Mann oder ein großer Idiot ist.

## Produktion
Der Film ist eine Adaption des Solo-Theaterstücks Defending the Caveman, das seit 1995 am Broadway aufgeführt wird. Seit 2000 läuft das Theaterstück als Caveman unter der Regie von Esther Schweins auch in Deutschland.
Die Regie für die Kinoadaption übernahm Laura Lackmann, die auch das Drehbuch verfasste. Der Film sollte ursprünglich bereits am 23. Dezember 2021 in die deutschen Kinos kommen, wurde aber verschoben, und lief schließlich am 26. Januar 2023 an.

## Rezeption
Christian Mayer schreibt in der SZ über den Film: „Wenn es das Ziel dieser "Caveman"-Interpretation war, dass man beim Zuschauen ein stark anschwellendes Mitleid spürt, dann ist zumindest das restlos gelungen. Männer sind, so die Aussage dieses Films, nicht nur kommunikative Volldeppen und emotionale Armleuchter, sie wissen auch rein gar nichts über ihre eigenen Bedürfnisse. [...] Zum Fremdschämen, das alles.“